# Ewelme
Koordinaten: 51° 37′ N, 1° 4′ W
Ewelme ist ein Dorf und „civil parish“ (Gemeinde) im Süden der britischen Grafschaft Oxfordshire mit 1.103 Einwohnern (2001).

## Lage
Der Ort liegt auf 80 bis 100 Meter Meereshöhe in einem schmalen Tal der Chiltern-Ausläufer, einer Hügelkette nordwestlich von London, vier Kilometer nordöstlich von Wallingford, südlich der B 4009, nördlich der A 4130 und östlich der A 4074. 

## Gemeindekirche St Mary the Virgin

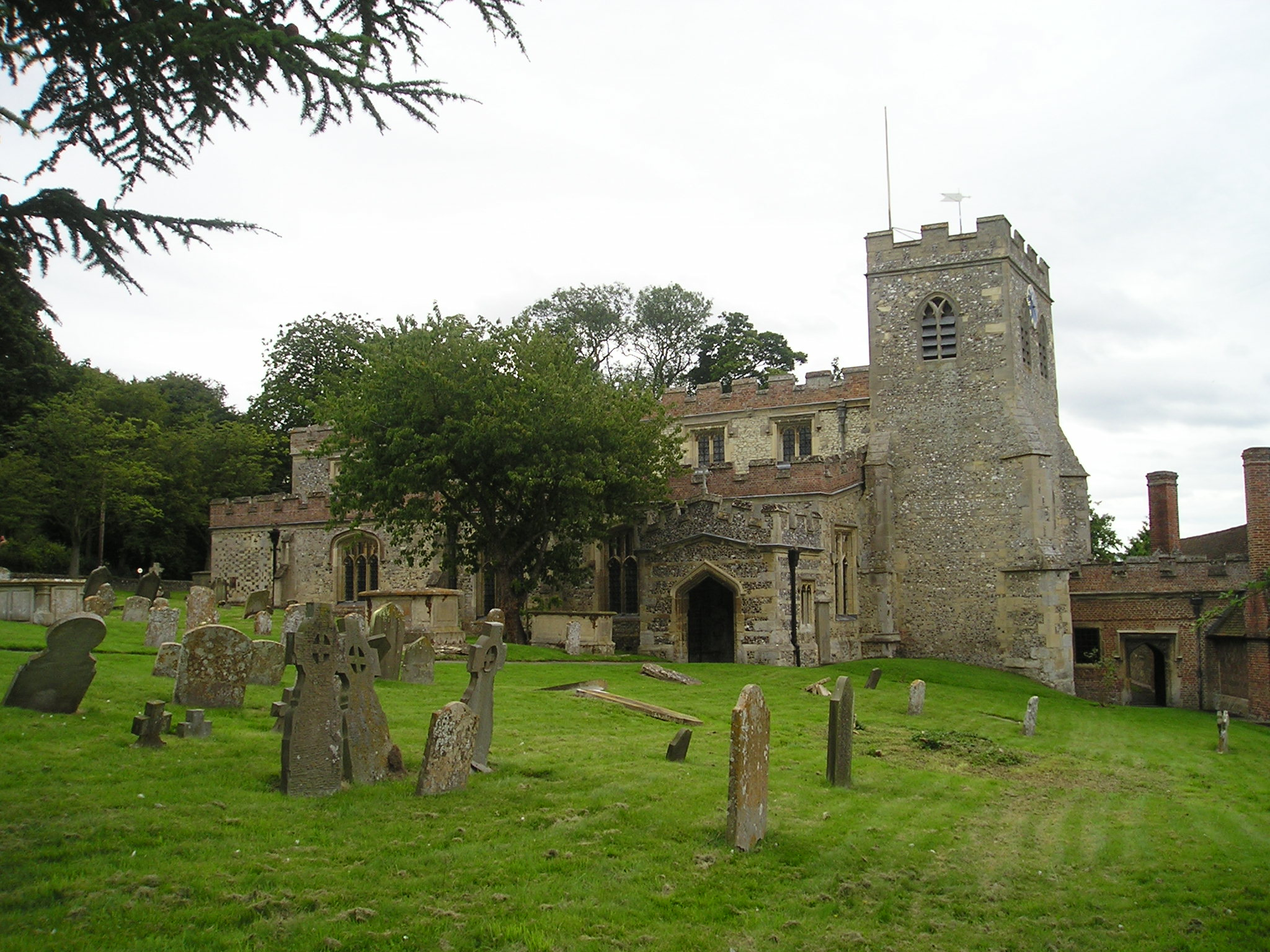
Die Kirche von Ewelme mit der Verbindung zu den Armenhäusern

Die „Kirche der hl. Jungfrau Maria“ wurde unter König Eduard III. um 1436 von Maurern und Handwerkern errichtet, die im Dienst von William de la Pole, Herzog von Suffolk, und dessen Frau Alice, Enkelin des Dichters Geoffrey Chaucer, standen. Sie ist ein typisches Beispiel für den lichtdurchfluteten Sakralraum des Perpendicular Style. Da der Stil sehr einheitlich ist, wird die Bauzeit nur wenige Jahre betragen haben. Die Außenwände im Osten der Kirche sind durch die Verwendung heller und dunkler Steine gemustert. Der im Westen stehende Glockenturm stammt noch vom Vorgängerbau des Early English Style. Das Dach der Kirche ist von Ost nach West nicht abgestuft, ein Chorbogen fehlt; nur ein Lettner markiert die Trennlinie zum Chorraum. Der Haupteingang befindet sich im Norden der Kirche.

### Ausstattung
- Der aus Eichenholz geschnitzte Baldachin des Taufbeckens zählt zu den schönsten Englands – ein Geschenk von John de la Pole, Herzog von Suffolk, von 1513. 1823 erfolgte eine Teilrestaurierung.
- Im Hauptschiff finden sich an den hintersten beiden Pfeilern neben dem Turm zwei kleine steinerne Häupter, die wahrscheinlich Kirche und Staat symbolisieren. Der Kopf am Pfeiler neben dem Taufbecken soll König Edward III., Förderer von Geoffrey Chaucer, darstellen. Die Bögen der Nordseite des Hauptschiffes sind reicher verziert als die der Südseite.
- Der Lettner (15. Jahrhundert) besteht aus eisernen Stäben auf Eichenholzplatten und ist in dieser Form selten; ursprünglich gab es, wie Maueröffnungen auf beiden Seiten belegen, eine Lettner-Empore.
- Die rechts des Lettners angebrachte Kanzel aus Holz weist Wappenschnitzereien der Adelsfamilien Roet und Burghersh auf, in die die Chaucers hinein heirateten.
- An der Nordseite des Chores erinnert eine barocke Gedenktafel an Francis Martyn († 1682), der als Parlamentarier aus Ewelme stammte und während des Bürgerkriegs die Kirche vor Plünderung bewahren konnte.
- Das farbige Ostfenster des Hauptschiffes ist eine moderne Arbeit von Clayton und Bell. Dargestellt ist die Kreuzigungsszene.
- Die St.-John-Kapelle (Johannes der Täufer) an der Südseite des Chores ist ein schönes Beispiel für den Perpendicular Style. Sie hat eine geschnitzte Decke. Das Ostfenster dieser Kapelle enthält Glasfragmente aus dem 15. Jahrhundert. Die Wände sind mit dem Christusmonogramm „IHS“ in gotischen Lettern bemalt. Die Bodenfliesen im Altarraum der Kapelle sind Reste des Originalbodens des 15. Jahrhunderts.
- Das Grabmal von Thomas Chaucer († 1434) und seiner Frau Matilda Burghersh entstand 1438. Es besteht aus grauem Purbeck-Marmor. Die Inschriften und die vielen hier wiedergegebenen Wappen wurden 1848 restauriert.
- Das spätgotische Grabmal der Alice de la Pole († 1475) wurde von ihrem Sohn, dem 2. Herzog von Suffolk, errichtet. Das Grabmal und die Figuren sind aus Alabaster; die Verstorbene ist zweimal liegend dargestellt, einmal auf der Oberseite und einmal auf dem Boden unterhalb des Sarkophags, dort als teilweise verweste Gestalt. Das Grabmal ist offensichtlich gekürzt worden, bevor es rechts zwischen Chor und den St.-John-Kapelle aufgestellt wurde. An der Unterseite des Sarkophags befinden sich Fresken, die nur zu sehen sind, wenn sich der Betrachter auf den Boden legt; sie zeigen den hl. Johannes den Täufer, die Verkündigungsszene und die hl. Maria Magdalena. Auf kleinen Steinsäulen stehen am Oberrand des Grabmals je vier Engel bzw. Erzengel aus Holz.

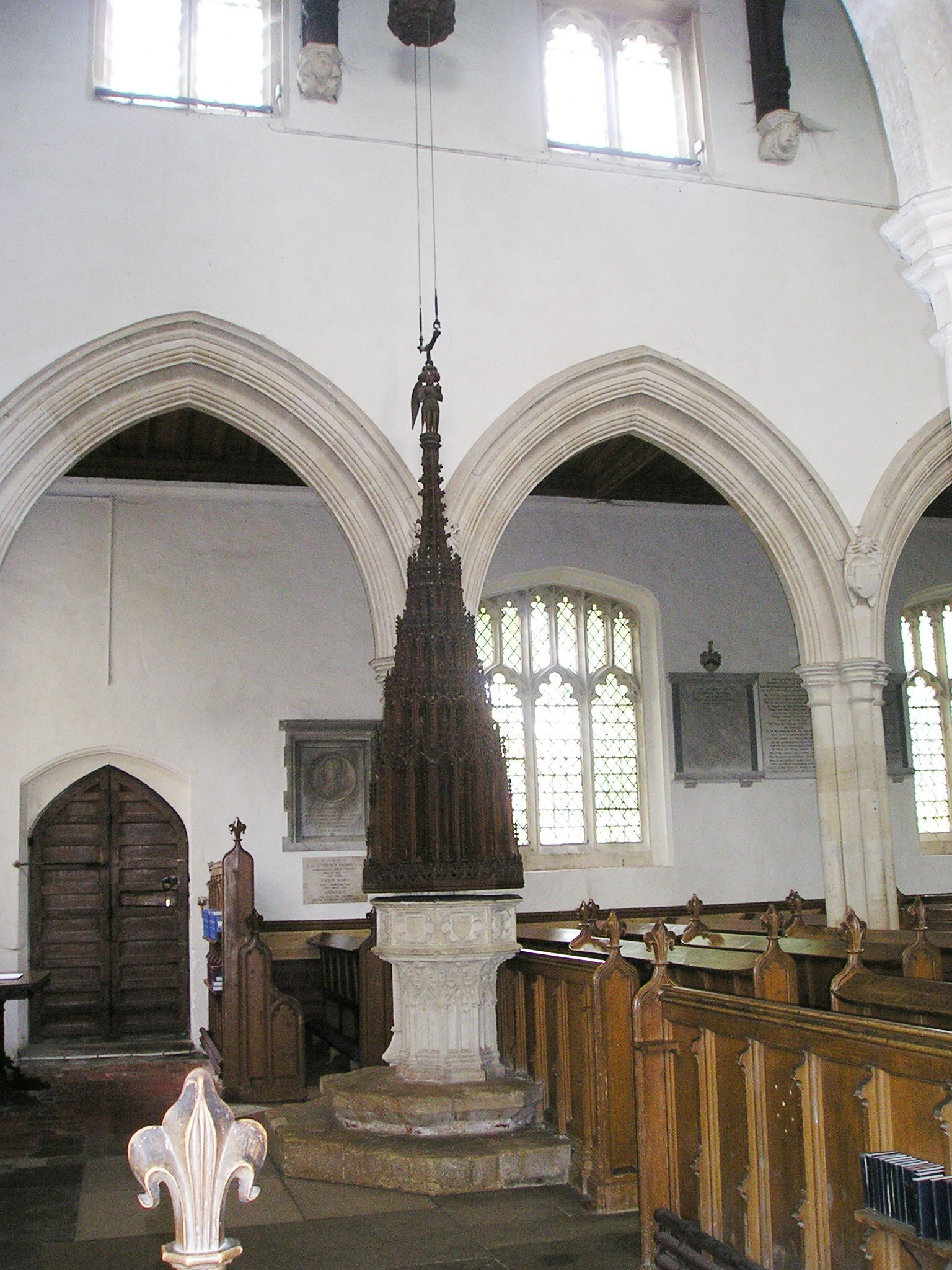
Taufbecken in der Kirche
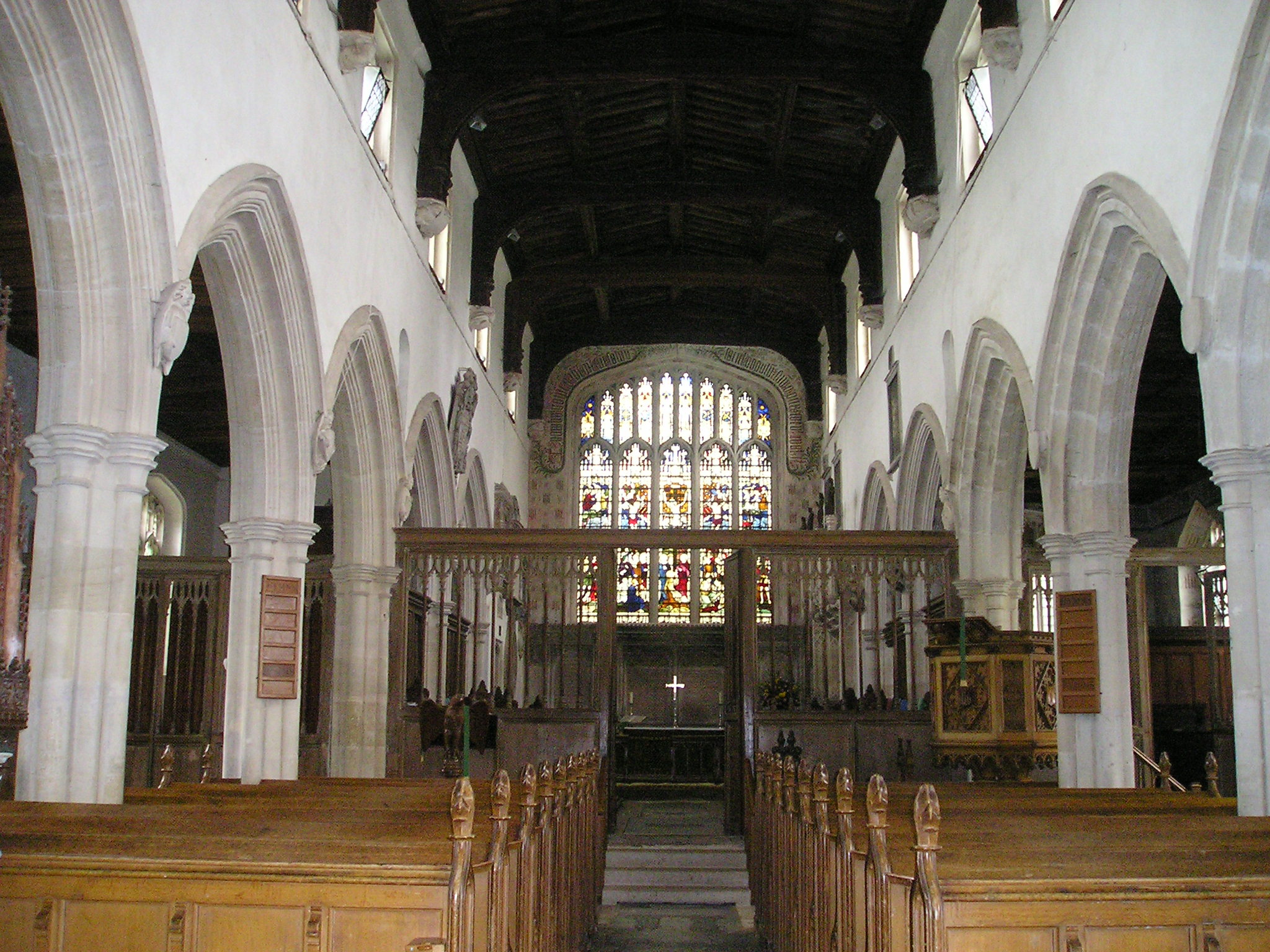
Hauptschiff nach Osten mit eisernem Lettner
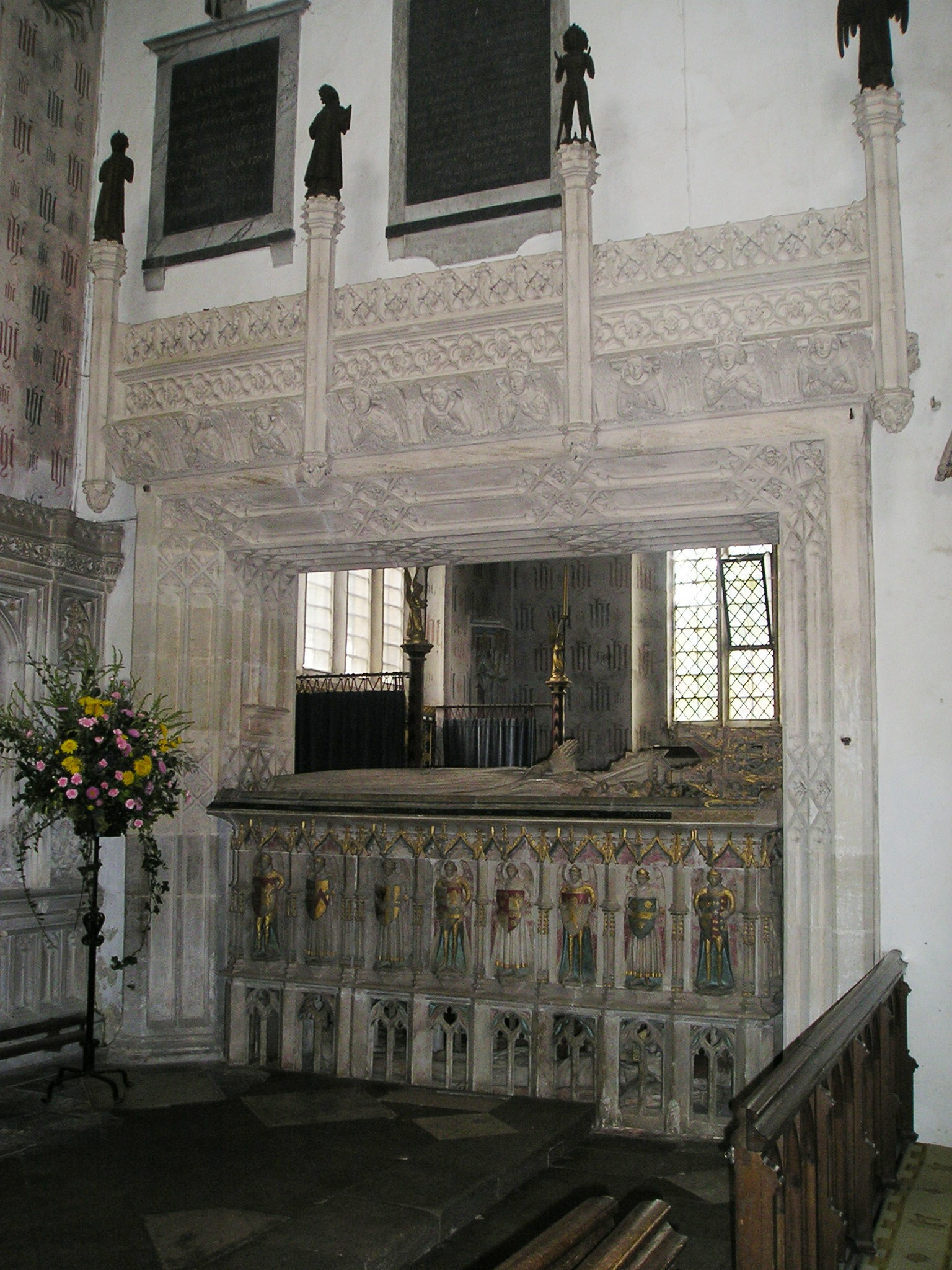
Alice-Grabmal mit Durchblick zur St.-John-Kapelle
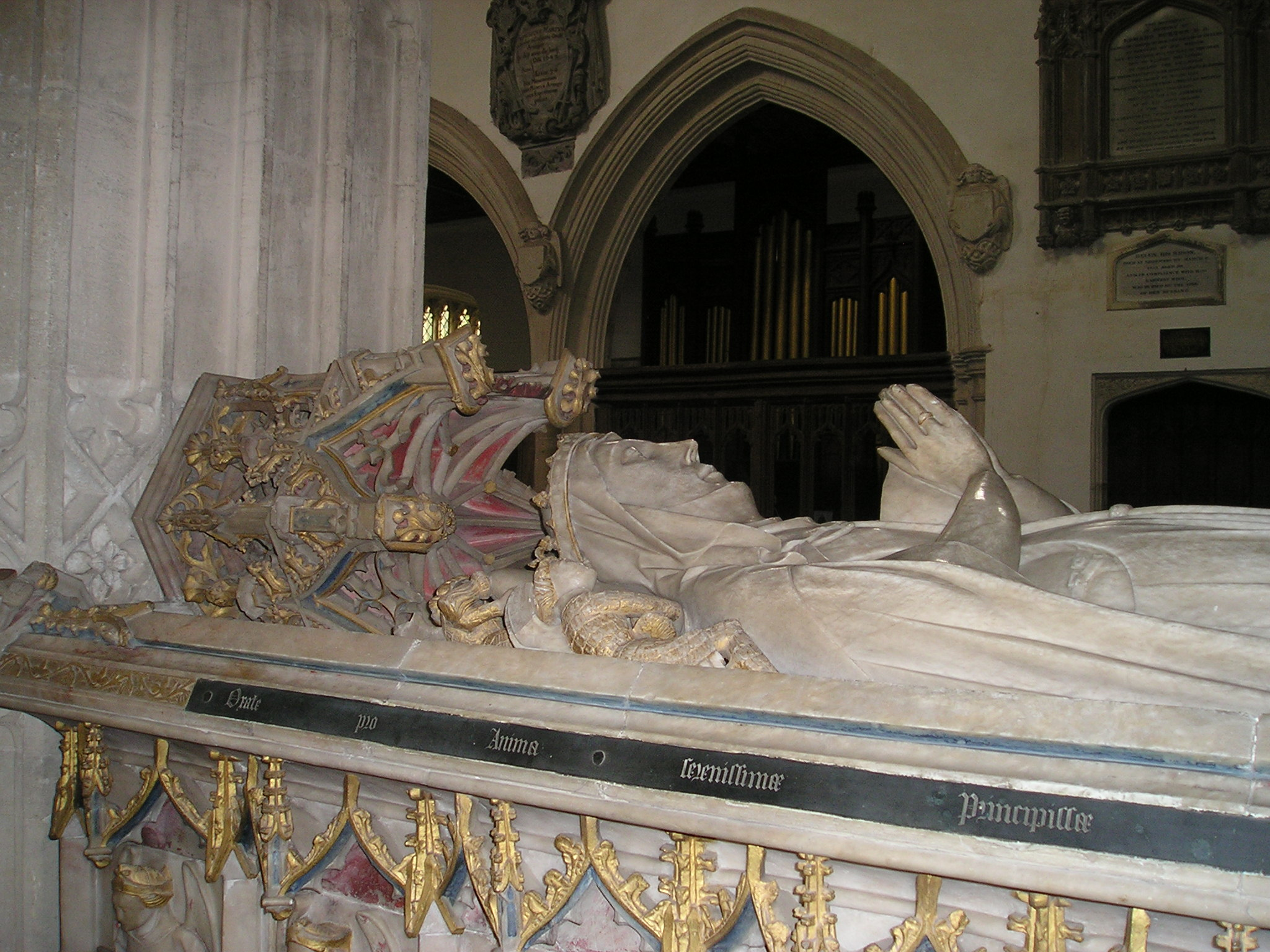
Alice-Grabmal, Detail
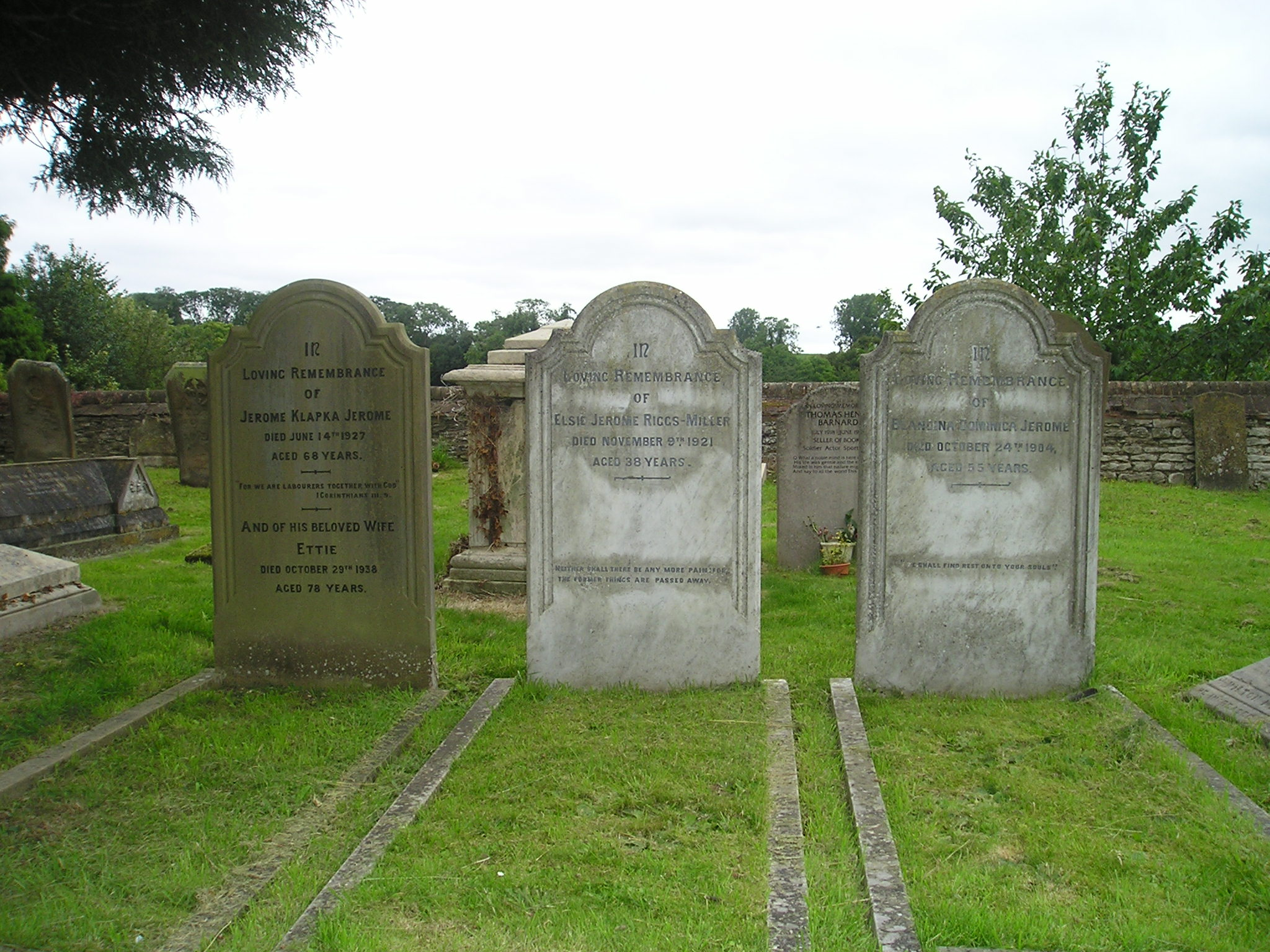
Die Jerome-Gräber auf dem Kirchfriedhof, links das Grab von Jerome K. Jerome

### Jerome-Gräber
Auf dem südlichen Teil des Kirchenfriedhofs, rechts neben dem Weg zum sogenannten Alten Rektorat, befinden sich drei Grabsteine der Familie Jerome. Der linke ist derjenige des Schriftstellers Jerome K. Jerome, dem Autor von „Drei Mann in einem Boot“.

### Armenhäuser und Schule

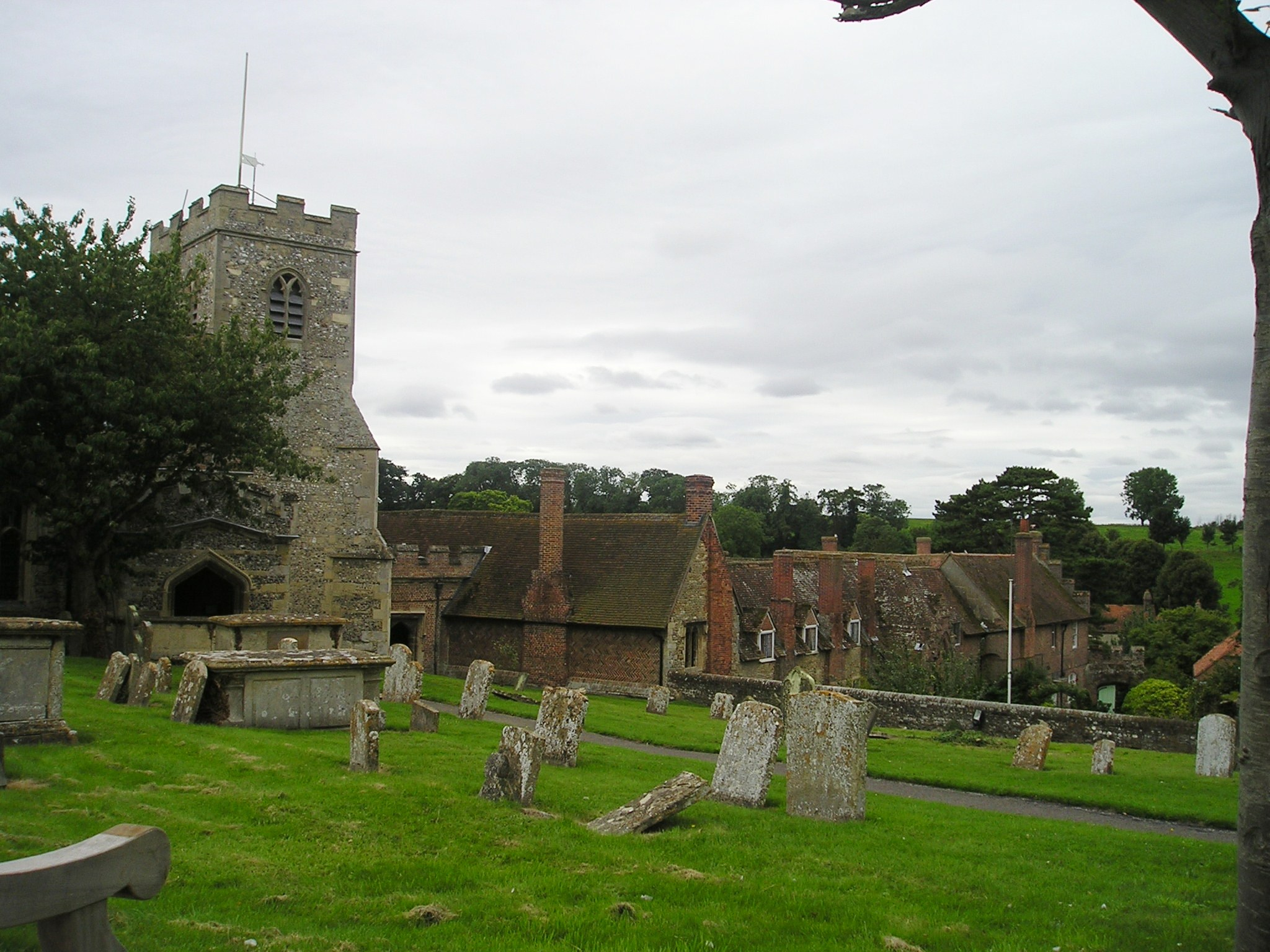
Nordfront der Armenhäuser

Unmittelbar westlich der Kirche und mit ihr durch einen gedeckten Gang verbunden stehen in einem Quadrat Armenhäuser (almshouses), vormals auch St John’s Hospital genannt, 1437 von Alice de la Pole für 12 bzw. 13 alte und arme männliche Bewohner gegründet und aus rotem Backstein erbaut. Die Bewohner lebten klosterähnlich nach strengen, zwischen 1448 und 1450 niedergeschriebenen Regeln, die aber im Laufe der Zeit gemildert wurden. Sie waren verpflichtet, regelmäßig in der Kirche für die Stifterfamilie zu beten. Aus der gleichen Epoche hat sich ein Schulgebäude, eines der ältesten in England, erhalten, das noch als solches genutzt wird. Zusammen mit den Armenhäusern, die inzwischen für acht Bewohner ausgelegt sind, wird die Schule von einer Stiftung verwaltet.